# Gijs Staverman
Gijsbertus Franciscus Maria (Gijs) Staverman (Alkmaar, 23 maart 1966) is een Nederlands radiodiskjockey, televisiepresentator en ondernemer.

## Carrière

### Radio
Na werkzaam te zijn geweest bij onder meer de piratenzenders Galaxy FM, Counterpoint FM (Amsterdam), WAPS (Amsterdam), Extra 108 en Super 106 (België), begon hij zijn landelijke radiocarrière in maart 1991 bij het publieke Veronica met het programma Oh, wat een nacht in de nacht van vrijdag op zaterdag op Radio 2 dat hij presenteerde samen met Francis Dix en later met Wessel van Diepen. Daarna presenteerde hij vanaf 7 november 1992 op de destijds nieuwe uitzenddag zaterdag voor Veronica op Radio 3 onder meer de programma's Goud van Oud, Nederlandse Top 40 (t/m 18 december 1993), Ook Goeiemorgen, Staverman & Van Inkel en vanaf zaterdag 1 januari 1994 tot en met 26 augustus 1995 in samenwerking met de TROS tussen 14:00 en 17:00 uur de publieke hitlijst Mega Top 50 op vanaf dan Radio 3FM. Op Nederland 2 presenteerde Staverman tevens van januari 1994 t/m augustus 1995 de televisieversie van de publieke hitlijst Mega Top 50.
Vanaf vrijdag 1 september 1995 (de dag dat Veronica het publieke omroepbestel verliet en commercieel ging) presenteerde Staverman op het commerciële radiostation Hitradio Veronica onder meer Staverman op stelten en de Veronica Top 100 Countdown. In het voorjaar van 2001 werd Radio Veronica omgedoopt in Yorin FM en hier presenteerde hij onder meer Staverman's Classics, Staverman's Drive-time en Gijs & Wout in de middag.
In augustus 2006 maakte hij de overstap naar de eveneens commerciële radiozender Q-music. Eerst mocht hij een maand lang de ochtendprogramma's Je dag is goed en Het Foute Uur waarnemen van Jeroen van Inkel tijdens diens vakantie. Vanaf oktober 2006 kreeg hij een eigen programma van 10:00 tot 12:00 op de zender, dat in mei 2010 verlengd werd tot 13:00 uur. Van maart 2008 tot juli 2010 presenteerde hij ook iedere dag tussen 09:00 en 10:00 uur Het Foute Uur. In juli en augustus 2008 presenteerde hij het programma ruuddewild.nl van Ruud de Wild en Jeroen Kijk in de Vegte tijdens hun vakantie. Op 19 juli 2013 maakte Staverman zijn laatste programma op Q-music. Tussen 18:00 en 19:00 uur was hij nog één keer op Q-music te horen in een speciaal afscheidsprogramma samen met Wouter van der Goes.
Sinds december 2013 maakte hij deel uit van het presentatieteam van de NPO Radio 2 Top 2000 op de publieke radiozender NPO Radio 2. Sinds donderdag 2 januari 2014 presenteerde Staverman voor de KRO-NCRV op werkdagen van 12:00 tot 14:00 uur op NPO Radio 2 het lunchprogramma Gijs 2.0. Staverman volgde daarmee Frits Spits op, die van NPO Radio 2 naar NPO Radio 1 vertrok. Spits bereikte op dat moment de pensioengerechtigde leeftijd van 65 jaar.  
Op 29 maart 2021 kondigde NPO Radio 2 een nieuwe middagprogrammering per maandag 10 mei 2021 aan. Daarin presenteerde Gijs Staverman van maandag tot donderdag tussen 14:00 en 16:00 uur de nieuwe middagshow Gijs 2.4, zodat de laatste uitzending van Gijs 2.0 op vrijdag 7 mei 2021 werd uitgezonden. 
Vanaf vrijdag 8 oktober 2021 presenteerde Staverman ook een programma op vrijdagavond tussen 20:00 en 22:00 uur; Staverman's Disco. Hierin draaide hij zijn favoriete discoplaten. Per vrijdag 26 januari 2024 verschoof dit tijdslot naar 22:00 - 00:00 uur onder de nieuwe programmanaam Club Staverman.
Op 16 april 2024 werd bekend dat Staverman NPO Radio 2 én KRO-NCRV verlaat per 1 juni 2024. De allerlaatste uitzending van Gijs 2.4 was al op donderdag 16 mei 2024. Op 30 april 2024 werd bekend dat Staverman aan de slag gaat bij de commerciële radiozender Radio 10 en op 17 mei 2024 werd bekend dat hij vanaf juli 2024 de middagshow van 16:00 tot 19:00 uur is gaan presenteren als opvolger van Somertijd.

#### Overzichtstabel
| Jaar       | Medium                           | Programma                           |
| ---------- | -------------------------------- | ----------------------------------- |
| 1991-1992  | Veronica, Radio 3                | Oh, wat een nacht                   |
| 1992       | Veronica, Radio 3                | Ook Goeiemorgen                     |
| 1992-1993  | Veronica, Radio 3                | Nederlandse Top 40, Goud van Oud    |
| 1994-1995  | Veronica i.s.m. de TROS, Radio 3 | Mega Top 50                         |
| 1993       | Veronica, Radio 3                | Popsongs VSOP                       |
| 1994       | Veronica, Radio 3                | Listen to the music                 |
| 1995-2001  | HitRadio Veronica / Veronica FM  | Veronica Top 100 Countdown          |
| 1995-2001  | HitRadio Veronica / Veronica FM  | Staverman op Stelten                |
| 1997-2001  | HitRadio Veronica / Veronica FM  | Typisch '90                         |
| 2001-2002  | Yorin FM                         | Stavermans Drive-Time               |
| 2002-2003  | Yorin FM                         | Gijs & Wout in de Middag            |
| 2003-2004  | Yorin FM                         | Staverman op Stelten                |
| 2004-2006  | Yorin FM                         | Stavermans Classics                 |
| 2006       | RTL FM                           | The 70s at seven & the 80s at eight |
| 2006-2013  | Q-music                          | Gijs Staverman                      |
| 2008-2013  | Q-music                          | Het Foute Uur                       |
| 2014-2021  | KRO-NCRV, NPO Radio 2            | Gijs 2.0                            |
| 2021-2024  | KRO-NCRV, NPO Radio 2            | Gijs 2.4                            |
| 2021-2024  | KRO-NCRV, NPO Radio 2            | Staverman's Disco                   |
| 2024       | KRO-NCRV, NPO Radio 2            | Club Staverman                      |
| 2024-heden | Radio 10                         | Gijs op 10                          |

### Televisie
Naast zijn radiowerk was hij ook op televisie te zien bij de zenders Nederland 2, Veronica, Yorin en RTL 4, met programma's als Countdown, Mega Top 50, Boobytrap, Streetlive, Lovetest, Typisch '90, Hoe voelt het om, Staverman ziet alles, Planet Race, De Farm en Starmaker. In 2005 nam hij deel aan het televisieprogramma Wie is de Mol?. Van 1992 t/m 1994 was Staverman tijdens de Staatsloterijshow bij het publieke Veronica op Nederland 2 de voice-overstem. In 2014 presenteerde hij de Top 2000 in Concert. In 2015 presenteerde hij samen met Gerard Ekdom de Helden van de Top 2000. In 2016 was hij de presentator van de reünie van de Nederlandse groep K-Otic in Afas Live. Hij was kandidaat in de tweede serie van It Takes 2 op RTL 4 in 2017. In december 2017 was hij roastmaster bij de Roast of Giel Beelen op Comedy Central.

#### Overzichtstabel
| Jaar      | Zender            | Programma                                            |
| --------- | ----------------- | ---------------------------------------------------- |
| 1992-1993 | Veronica          | Nederlandse Top 40, Nederland 2                      |
| 1993      | Veronica          | Top 100 aller tijden, Nederland 2                    |
| 1994-1995 | Veronica          | Mega Top 50, Nederland 2                             |
| 1994      | Veronica          | Lucky Lotto Live, Nederland 2                        |
| 1995      | Veronica TV (HMG) | Trexx                                                |
| 1995      | Veronica TV (HMG) | Camel Trophy                                         |
| 1995      | Veronica TV (HMG) | Veronica goes Down Under                             |
| 1996      | Veronica TV (HMG) | Veronica goes back to the US of A                    |
| 1997      | Veronica TV (HMG) | Streetlive                                           |
| 1998-2000 | Veronica TV (HMG) | Hotshots                                             |
| 1998-1999 | Veronica TV (HMG) | Boobytrap                                            |
| 1999      | Veronica TV (HMG) | One Way Ticket                                       |
| 1999-2000 | Veronica TV (HMG) | Lovetest                                             |
| 2001      | Yorin (HMG)       | Starmaker                                            |
| 2001      | Yorin (HMG)       | The Perfect Crime                                    |
| 2001-2002 | Yorin (HMG)       | TV Babes                                             |
| 2002      | RTL 4 (HMG)       | Planet Race                                          |
| 2003-2004 | Yorin (HMG)       | De slechtste chauffeur van Nederland                 |
| 2003-2005 | RTL 4 (HMG)       | Draait Het Seizoen                                   |
| 2003      | RTL 4             | Eerlijk Is Eerlijk                                   |
| 2004      | Yorin (HMG)       | Typisch ‘90                                          |
| 2004      | RTL 4 (HMG)       | Staverman ziet Alles                                 |
| 2005      | AVRO              | Wie is de Mol? (deelnemer), Nederland 2              |
| 2005      | Yorin (HMG)       | Hoe voelt het om?                                    |
| 2005      | Yorin (HMG)       | De Farm                                              |
| 2005      | RTL 4             | Nederland Versus de Wereld                           |
| 2005      | RTL 4             | Boarding Now                                         |
| 2010-2012 | RTL 4             | RTL Boulevard                                        |
| 2012      | RTL 4             | Ik kom bij je eten                                   |
| 2012      | RTL 4             | Ambassadeur voor 1 dag (deelnemer)                   |
| 2013      | NTR               | Top 2000 Quiz (deelnemer), NPO 3                     |
| 2014      | NTR               | Top 2000 in Concert (presentator), NPO 3             |
| 2015      | RTL 4             | Alles mag op vrijdag (deelnemer)                     |
| 2017      | SBS6              | Zullen we een spelletje doen? (deelnemer)            |
| 2017      | RTL 4             | It Takes 2 (deelnemer)                               |
| 2017      | RTL 4             | The Big Music Quiz (deelnemer, in het winnende team) |
| 2017      | Comedy Central    | The Roast of Giel Beelen                             |
| 2019      | SBS6              | De Gordon tegen Dino Show (deelnemer)                |
| 2019      | RTL 4             | Dancing with the Stars (deelnemer)                   |
| 2022      | RTL 4             | Secret Duets (secret singer)                         |
| 2023      | RTL 4             | Oh, wat een jaar! (deelnemer)                        |
| 2024      | SBS6              | Top 4000 Muziekquiz (deelnemer)                      |
| 2025      | RTL 4             | Make Up Your Mind (deelnemer)                        |
| 2025      | SBS6              | De kwis met ballen VIPS (deelnemer)                  |

### Film en theater
Staverman was in 1993 ook te zien in de film Angie van Martin Lagestee. Verder heeft hij met diverse producties in het theater gestaan. In Rocky over the rainbow was hij in 2001 en 2002 verteller. In 2005 presenteerde hij de reizende musical Forbidden Musicals in Het Werkteater in Amsterdam. In 2008 was Staverman de vaste verteller van Forbidden Musicals. Hierin zong hij ook een aantal nummers. Sinds 2012 maakt hij deel uit van de jury van de Nederlandse Musical Awards. In 2015 staat Gijs in het theater met de lulverhalen.
| Jaar      | Medium  | Titel                  |
| --------- | ------- | ---------------------- |
| 1993      | Film    | Angie                  |
| 2001-2002 | Musical | Rocky over the rainbow |
| 2005-2006 | Musical | Forbidden Musicals     |
| 2008      | Musical | Forbidden Musicals     |
| 2010      | Musical | Rocky over the rainbow |

### Productiebedrijf
Naast zijn radio- en televisiewerk is Staverman eigenaar van mediabureau Staverman Studios.